# Plakkaatmosfamilie
De plakkaatmosfamilie (Pelliaceae) is een familie van levermossen die drie geslachten heeft omvat: Pellia (op het gematigde noordelijk halfrond), Noteroclada (op het zuidelijk halfrond) en Androcryphia. De drie geslachten zijn gemakkelijk te onderscheiden, niet alleen omdat ze in volledig gescheiden delen van de wereld voorkomen, maar ook omdat Noteroclada een bladachtig uiterlijk heeft, terwijl Pellia duidelijker thallose is. Androcryphia komt veel minder vaak voor en vertoont overeenkomsten met de foliose leden van Jungermanniales. Noteroclada is nu geplaatst in de familie Noterocladaceae.